# 第42屆威尼斯影展
第42屆威尼斯影展於1985年8月26日至9月6日舉行。

## 評審團
以下人物構成1985年評審團：
- 剋日什托夫·扎努西（英语：Krzysztof Zanussi）（評審團主席）
- 圭多·阿里斯塔科（英语：Guido Aristarco）
- 加斯帕雷·巴爾別利尼·阿米迪
- 里卡多·波菲（英语：Ricardo Bofill）
- 法蘭克·卡普拉
- 让·多麦颂
- 奥德修斯·埃里蒂斯
- 市川崑
- 欧仁·尤内斯库
- 葉列姆·克利莫夫（英语：Elem Klimov）
- 莉諾·米西奇
- 佐蘭·穆西奇（英语：Zoran Mušič）
- 约翰·施莱辛格
- 倫佐·韋斯皮尼亞尼（英语：Renzo Vespignani）

## 官方單元

### 正式競賽
| 中文片名               | 原文片名                      | 導演                             | 製作國家                              |
| ---------------------- | ----------------------------- | -------------------------------- | ------------------------------------- |
| 《卫士》               | Bekçi                         | 阿里·玉兹甘图克                  | 土耳其、 西德                         |
| 《尘封的心》           | Dust                          | 馬里恩·漢斯爾                    | 比利时、 法國                         |
| 《滑奏》               | Glissando                     | 米爾切亞·丹流克                  | 羅馬尼亞                              |
| 《无餐桌之家》         | Shokutaku no nai ie           | 小林正樹                         | 日本                                  |
| 《白雪精灵》           | Perinbaba                     | 朱拉·亚库比斯克                  | 捷克斯洛伐克、 西德、 義大利、 奥地利 |
| 《忘记莫扎特》         | Vergeßt Mozart                | 米罗斯拉夫·卢瑟                  | 西德、 捷克斯洛伐克                   |
| 《黑魔王》             | Legend                        | 雷利·史考特                      | 美国                                  |
| 《美丽人生》           | Zivot je lep                  | 博罗·德拉什科维奇                | 南斯拉夫                              |
| 《怒海惡客》           | The Lightship                 | 傑齊·史柯里莫斯基                | 美国                                  |
| 《妈妈艾比》           | Mamma Ebe                     | 卡羅·李査尼                      | 義大利                                |
| 《无人之处》           | No Man's Land                 | 艾倫·坦納                        | 瑞士、 法國、 西德、 英国             |
| 《星球大遊行》         | Parad planet                  | 瓦季姆·尤苏波维奇·阿布德拉希托夫 | 苏联                                  |
| 《失乐园》             | Los paraísos perdidos         | 巴蒂奧·馬丁·帕蒂諾               | 西班牙                                |
| 《在雪中》             | Pervola, sporen in de sneeuw  | 奧洛·森克                        | 荷蘭、 挪威                           |
| 《警察》               | Police                        | 莫里斯·皮亚拉                    | 法國                                  |
| 《現代教父》           | Prizzi's Honor                | 約翰·休斯頓                      | 美国                                  |
| 《农民的安魂曲》       | Requiem for a Spanish Peasant | 弗朗切斯·貝特里烏                | 西班牙                                |
| 《缎子鞋》             | Le soulier de satin           | 曼諾·迪·奧利維拉                 | 葡萄牙                                |
| 《石年》               | Petrina hronia                | 潘德利斯·弗格里斯                | 希腊                                  |
| 《儿时的探戈》         | Mer mankutyan tangon          | 阿爾伯特·姆克特奇揚              | 亞美尼亞蘇維埃社會主義共和國          |
| 《探戈，加德尔的放逐》 | Tangos, el exilio de Gardel   | 費南多·索拉納斯                  | 阿根廷、 法國                         |
| 《天涯沦落女》         | Sans toit ni loi              | 阿涅斯·瓦尔达                    | 法國                                  |
| 《奇迹女人》           | La donna delle meraviglie     | 阿爾貝托·貝維拉瓜                | 義大利                                |

## 平行單元

### 威尼斯國際影評人周
以下電影被選定為「正式競賽」單元：
- 埃里克·德·庫珀（英语：Eric de Kuyper）、保羅·弗拉特倫 《陌生的愛情（英语：Eric de Kuyper#A Strange Love Affair (1984)）》（ 荷蘭）
- 納瑟·凱密爾（英语：Nacer Khemir） 《沙漠里的流浪者（英语：El Haimoune）》（ 突尼西亞、 法國）
- 凱文·雷諾茲 《入伍前的瘋狂（英语：Fandango (1985 film)）》（ 美国）
- 皮亞·弗蘭肯伯格 《沒有你就沒有我》（ 西德）
- 丹尼爾·海佛 《紀錄》（ 西德、 瑞士）
- 熱扎·貝雷梅尼（英语：Géza Bereményi） 《門徒》（ 匈牙利）
- 羅多斯瓦夫·皮沃瓦爾斯基 《昨日（英语：Yesterday (1985 film)）》（ 波蘭）

## 獎項
- 金獅獎：
  - 阿涅斯·瓦尔达 《天涯沦落女（英语：Vagabond (1985 film)）》
- 評審團特別大獎：
  - 費南多·索拉納斯 《探戈，加德尔的放逐（英语：Tangos, the Exile of Gardel）》
- 評審團特別獎：
  - 傑齊·史柯里莫斯基 《怒海惡客（英语：The Lightship）》
- 銀獅獎：
  - 馬里恩·漢斯爾（英语：Marion Hänsel） 《尘封的心（英语：Dust (1985 film)）》
- 最佳男演員
  - 傑哈·德巴狄厄 《警察》

## 外部鏈接
- 官方网站
- IMDb威尼斯影展1985年獎項